# Phasia fuscicornis
Phasia fuscicornis är en tvåvingeart som beskrevs av Robineau-desvoidy 1863. Phasia fuscicornis ingår i släktet Phasia och familjen parasitflugor.
Artens utbredningsområde är Frankrike. Inga underarter finns listade i Catalogue of Life.